# Camarana flavipalpi
Camarana flavipalpi is een hooiwagen uit de familie Gonyleptidae. De wetenschappelijke naam van Camarana flavipalpi gaat terug op B. Soares.